# 藤原憲輔
藤原 憲輔（ふじわら の のりすけ、生年不詳 - 承暦3年7月8日（1079年8月7日））は、平安時代中期から後期にかけての貴族。藤原北家勧修寺流、美濃守・藤原頼明の子。官位は正四位下・備前守。

## 経歴
後朱雀朝初頭に蔵人式部丞を務め、長暦3年（1039年）巡爵により従五位下に叙せられ、加賀守として受領に転じた。
その後、左衛門権佐として京官に復したとみられるが、康平年間（1058年～1065年）初頭に備中守を務めると、備後守・近江守・備前守と後冷泉朝・後三条朝・白河朝の三朝20年に亘って受領を歴任。後三条朝初頭の治暦4年（1068年）には正四位下への叙位を受けている。
承暦元年（1077年）ごろまで備前守を務めるが、まもなく出家し備前入道と呼ばれた。承暦3年（1079年）7月8日卒去。

## 官歴
- 長暦2年（1038年） 9月15日：見六位蔵人[2]。12月23日：見蔵人式部丞[2]
- 長暦3年（1039年） 正月6日：従五位下[2]
- 長久元年（1040年） 4月9日：見加賀守[2]
- 時期不詳：左衛門権佐[3]
- 康平2年（1059年） 5月1日：見備中守正五位下[4]
- 康平5年（1062年） 5月2日：見備後守[5]
- 治暦4年（1068年） 日付不詳：見宮内卿兼近江守[6]。11月21日：正四位下（または正四位上）[7]
- 承保元年（1074年） 7月10日：見備前守[8]
- 承暦元年（1077年） 10月13日：見備前守[9]
- 時期不詳：出家
- 承暦3年（1079年） 7月8日：卒去[10]

## 系譜
『尊卑分脈』による。
- 父：藤原頼明
- 母：源懿子（源高雅の娘） - のち藤原長家妾[11]
- 妻：藤原義忠の娘
  - 男子：藤原憲宗
- 妻：藤原経通の娘
  - 男子：藤原家明
  - 男子：藤原盛実
- 妻：平貞方（または直方）の娘
  - 男子：藤原朝憲